# Endangered Species World Tour 2010
Endangered Species Tour 2010 es una gira de conciertos de la banda estadounidense Blondie. Comenzó en junio en Gran Bretaña, y recorrió ese país, Estados Unidos y Oceanía. Fue organizada con intenciones de publicitar el disco "Panic Of Girls", que aún no fue lanzado.
Las bandas que los acompañan son: Little Fish, de teloneros en algunos conciertos en Reino Unido, Cheap Trick y B-52's en algunos conciertos de Estados Unidos, y The Pretenders en toda la gira de Oceanía.

## Conciertos
1. 9 de junio, The Forum, Hatfield, Reino Unido
2. 10 de junio, Corn Exchange, Cambridge, Reino Unido
3. 12 de junio, Isle Of Wight Festival, Seaclose Park, Reino Unido
4. 13 de junio, RockNess Music Festival, Lago Ness, Clune Farm, Inverness, Reino Unido
5. 15 de junio, O2 Academy, Newcastle, Reino Unido
6. 16 de junio, Apollo, Mánchester, Reino Unido
7. 17 de junio, O2 Academy, Sheffield, Reino Unido
8. 19 de junio, O2 Academy, Bournemouth, Reino Unido
9. 20 de junio, Westonbirt Arboretum, Tetbury, Reino Unido
10. 22 de junio, Viccar Street, Dublín, Irlanda
11. 23 de junio, Nugent Hall, Belfast, Irlanda del Norte
12. 24 de junio, Marquee, Cork, Irlanda
13. 26 de junio, Kenwood House, Londres, Reino Unido
14. 28 de junio, Wolverhampton Civic Hall, Wolverhampton, Reino Unido
15. 29 de junio, Cliff's Pavillion, Southend, Reino Unido
16. 30 de junio, Indigo2 (O2 Academy), Londres, Reino Unido
17. 2 de julio, Hop Farm Festival, Kent, Reino Unido
18. 4 de agosto, The Fillmore, San Francisco, Estados Unidos
19. 5 de agosto, Ruth Finley Person Theater, Santa Rosa, Estados Unidos
20. 7 de agosto, Mandalay Bay Resort & Casino, Las Vegas, Estados Unidos (con B-52's)
21. 8 de agosto, Pacific Amphitheater, Costa Mesa, Estados Unidos
22. 10 de agosto, Mountain Winery, Saratoga, Estados Unidos (con B-52's)
23. 12 de agosto, Chateau St Michelle Winery, Woodinville, Estados Unidos (con B-52's)
24. 13 de agosto, Boulevard Casino, Coquitlam, Canadá
25. 14 de agosto, River Creek Resort & Casino, Edmonton, Canadá
26. 16 de agosto, Casino Regina, Regina, Canadá
27. 18 de agosto, The Venue At Horseshoe, Hammond, Estados Unidos
28. 20 de agosto, Illinois State Fairgrounds Il State Fair, Springfield, Estados Unidos (con Cheap Trick)
29. 21 de agosto, Treasure Island Resort and Casino, Red Wing, Estados Unidos (con Cheap Trick)
30. 24 de agosto, Clay Center for the Arts & Sciences, Charleston, Estados Unidos (con B-52's)
31. 25 de agosto, Chastain Amphitheatre, Atlanta, Estados Unidos (con B-52's)
32. 27 de agosto, DTE Energy Center, Detroit, Estados Unidos (con Cheap Trick)
33. 28 de agosto, Fraze Pavilion, Kettering, Estados Unidos (con Cheap Trick)
34. 29 de agosto, Pier Six Pavilion, Baltimore, Estados Unidos (con Cheap Trick)
35. 31 de agosto, Nokia Theatre, New York, Estados Unidos
36. 1 de septiembre, Penn's Peak, Jim Thorpe, Estados Unidos
37. 3 de septiembre, Live At The Garden, Memphis, Estados Unidos (con Cheap Trick)
38. 5 de septiembre, Westhampton Beach Performing Arts Center, Westhampton, Estados Unidos
39. 8 de septiembre, State Theatre, Falls Church, Estados Unidos
40. 10 de septiembre, Twin River Casino, Lincoln, Estados Unidos
41. 11 de septiembre, House Of Blues, Atlantic City, Estados Unidos
42. 12 de septiembre, House Of Blues, Boston, Estados Unidos
43. 16 de noviembre, Speajing Rock Events Center, El Paso, Estados Unidos
44. 18 de noviembre, Fox Performing Arts Center, Riverside, Estados Unidos
45. 24 de noviembre, Kings Park & Botanic Garden, Perth, Australia (con The Pretenders)
46. 25 de noviembre, Kings Park & Botanic Garden, Perth, Australia (con The Pretenders)
47. 27 de noviembre, Peter Lehmann Wines, Barossa Valley, Australia (con The Pretenders)
48. 1 de diciembre, Palais Theatre, St Kilda, Melbourne, Australia (con The Pretenders)
49. 2 de diciembre, Palais Theatre, St Kilda, Melbourne, Australia (con The Pretenders)
50. 4 de diciembre, Rochford Vines, Yarra Valley, Australia (con The Pretenders)
51. 5 de diciembre, Josef Chromy Wines, Launceston, Australia (con The Pretenders)
52. 7 de diciembre, Enmore Theatre, Newtown, Sídney, Australia (con The Pretenders)
53. 8 de diciembre, Enmore Theatre, Newtown, Sídney, Australia (con The Pretenders)
54. 9 de diciembre, Enmore Theatre, Newtown, Sídney, Australia (con The Pretenders)
55. 11 de diciembre, Bimbadgen Estate, Hunter Valley, Australia (con The Pretenders)
56. 12 de diciembre, Sirromet Winery, Mt Cotton, Brisbane, Australia (con The Pretenders)
57. 14 de diciembre, Royal Theatre, Natonal Convention Centre, Canberra, Australia (con The Pretenders)
58. 16 de diciembre, Vector Arena, Auckland, Nueva Zelanda (con The Pretenders)
59. 18 de diciembre, Alana Estate, Martinborough, Nueva Zelanda (con The Pretenders)
60. 19 de diciembre, Mud House Winery, Waipara, Nueva Zelanda (con The Pretenders)

## Lista de canciones
de Blondie (1976)
- In The Flesh

de Plastic Letters (1977):
- (I'm Always Touched By) Your Presence, Dear

de Parallel Lines (1978):
- Hanging On The Telephone
- One Way Or Another
- Heart Of Glass
- Will Anything Happen?
- Picture This

de Eat To The Beat (1979):
- Atomic
- Union CIty Blue
- The Hardest Part

de Autoamerican (1980):
- Rapture
- The Tide Is High

de The Hunter (1982):
- Orchid Club

de No Exit (1998):
- Maria
- No Exit

de Panic Of Girls:
- D-Day
- Love Doesn't Frighten Me
- The End, The End
- Mother
- What I Heard

otras canciones, covers:
- Call Me, cuya música fue mezclada con la de "Uprising" de Muse
- Two Times Blue, del disco de Deborah Harry "Necessary Evil"
- You're Too Hot, del disco de Deborah Harry "Necessary Evil"
- Whiteout, del disco de Deborah Harry "Necessary Evil"
- Break Your Heart, de Taio Cruz
- You Can't Put Your Arms Around a Memory, de Johnny Thunders
- My Family's Role In The World Revolution, de Beirut, como introducción de todos los conciertos
- I'll Take You There, de The Staples Singers, interpolada en The Tide Is High
- Don't Stop 'Til You Get Enough, de Michael Jackson
- Danger (Redlight), de The Selecter
- My Heart Will Go On, de Celine Dion
- Pet Sematery, de The Ramones
- Havana Affair, de The Ramones
- Jet Boy, de New York Dolls
- See No Evil, de Television
- Heroes, de David Bowie

- Datos: Q5832534